# Forro (indumentaria)

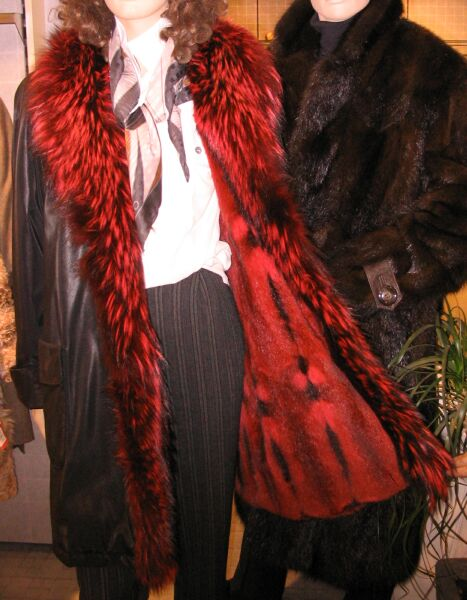
Forro en el interior de un abrigo

Se llama forro a aquella tela que, colocada en la parte interior de una prenda, oculta sus costuras y le da mejor presentación. 
Es utilizada en chaquetas, pantalones y en muchas otras prendas. Puede ser de la misma tela con que se fabricó la prenda o puede ser otra.
Los forros están hechos de poliéster con mezclas o de 100% algodón. Pueden ser utilizados del mismo color de la tela principal o puede ser utilizada como centro de atención utilizando colores y materiales brillantes.
- Datos: Q1408064
- Multimedia: Linings / Q1408064